# Pointe de Bihit et Roc’h-a-Vignon

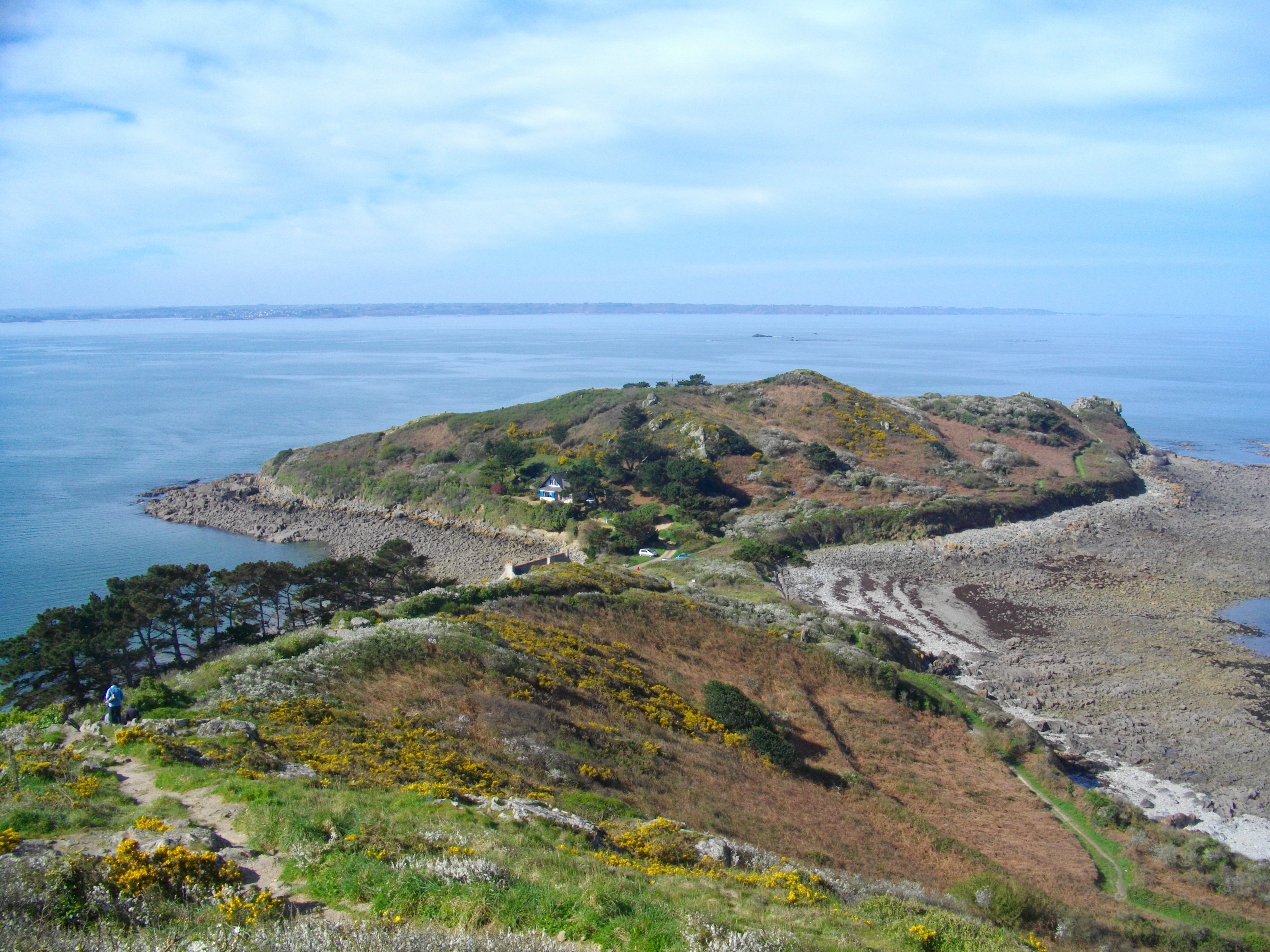
Pointe de Bihit

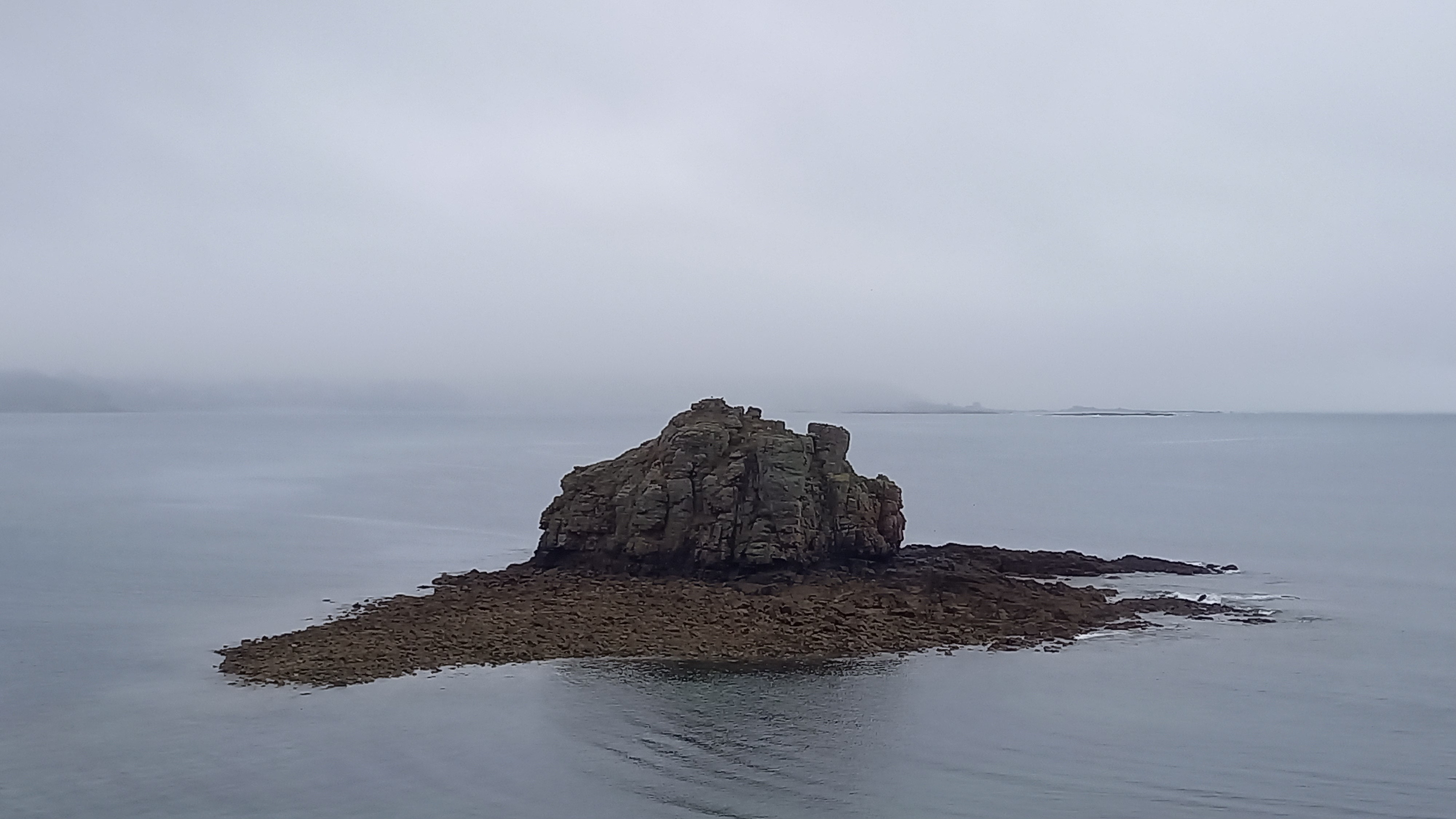
Roc’h-a-Vignon

Pointe de Bihit et Roc’h-a-Vignon ist eine französische Zone naturelle d’intérêt écologique, faunistique et floristique.
Das Schutzgebiet Pointe de Bihit et Roc’h-a-Vignon liegt bei Trébeurden an der Rosa Granitküste im Département Côtes-d’Armor in der Bretagne am Ärmelkanal. Es hat eine Größe von 43,9 ha und umfasst neben der Landzunge Pointe de Bihit das Gezeitenmilieu auf den Hügeln und die kleine felsige Insel Roc’h-a-Vignon. Das Gebiet hat die Identifizierungsnummer 530015134. 1990 wurde dem Gebiet erstmals der Status Naturraum zuerkannt. 2016 fand eine erfolgreich Überprüfung des Status statt. Die Krähenscharbe ist auf der Insel Roc’h-a-Vignon anzutreffen.